# Wuthenau (Adelsgeschlecht)

Stammwappen derer
von Wuthenau

Wuthenau ist eine aus dem märkischen Uradel stammende Familie, mit Stammhaus in Wuthenow, die im 18. Jahrhundert im Kurfürstentum Sachsen ansässig wurde. 

## Geschichte
Älteste nachweisbare Vertreter der Familie waren Nicolaus de Wtonowe und sein Bruder Peter de Wtonowe, die 1273 und 1282 urkundlich als Gefolgsmänner der Markgrafen von Brandenburg erscheinen. Die ununterbrochene Stammreihe beginnt mit Nicolaus.
Die in Brandenburg ansässige Linie starb aus. Ein Familienzweig besaß seit 1602 das Rittergut Großpaschleben in Anhalt; 1706/07 erbauten sich die Wuthenau dort ein barockes Schloss. Ein anderer Zweig war nach Kursachsen gezogen. Der Familienstammsitz Glesien entstand im sächsischen Amt Delitzsch, das 1815 an das Königreich Preußen fiel. 1836 kaufte der sächsische Kammerherr Karl Adam Traugott von Wuthenau (gest. 1862) die vereinigten Rittergüter von Schloss Hohenthurm und Rosenfeld (Amt Delitzsch), 1861 auch Niemberg im preußischen Saalekreis. Die beiden Rittergüter Hohenthurm und Rosenfeld bildeten seit 1879 ein Familienfideikommiss, Glesien und Niemberg folgten später.

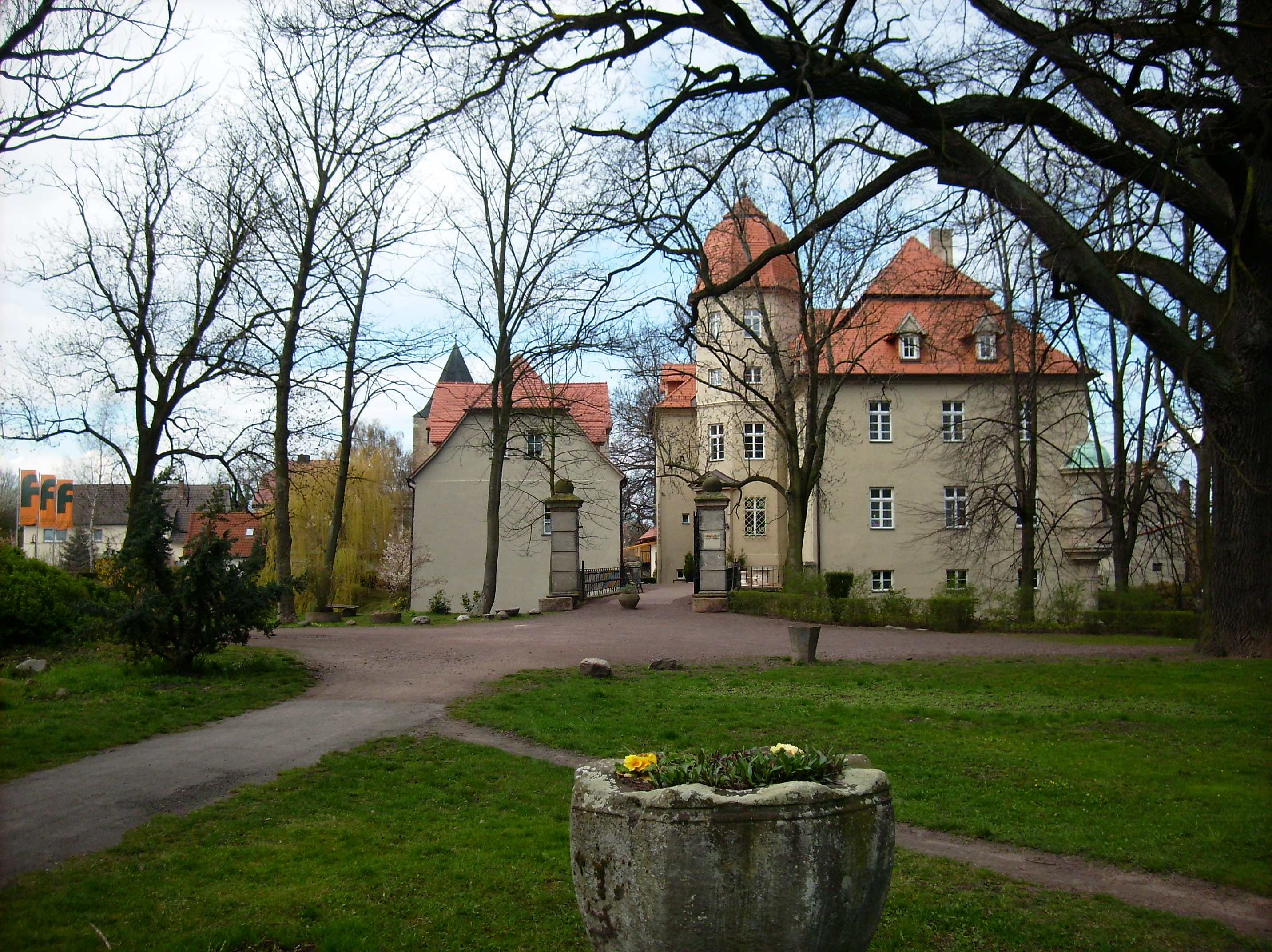
Schloss Großpaschleben, Anhalt
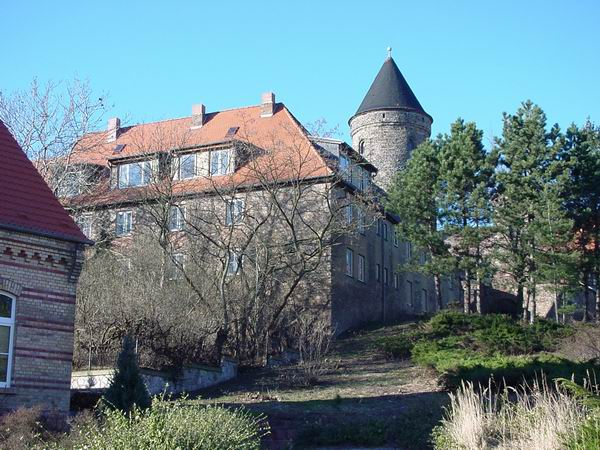
Schloss Hohenthurm, Preußen
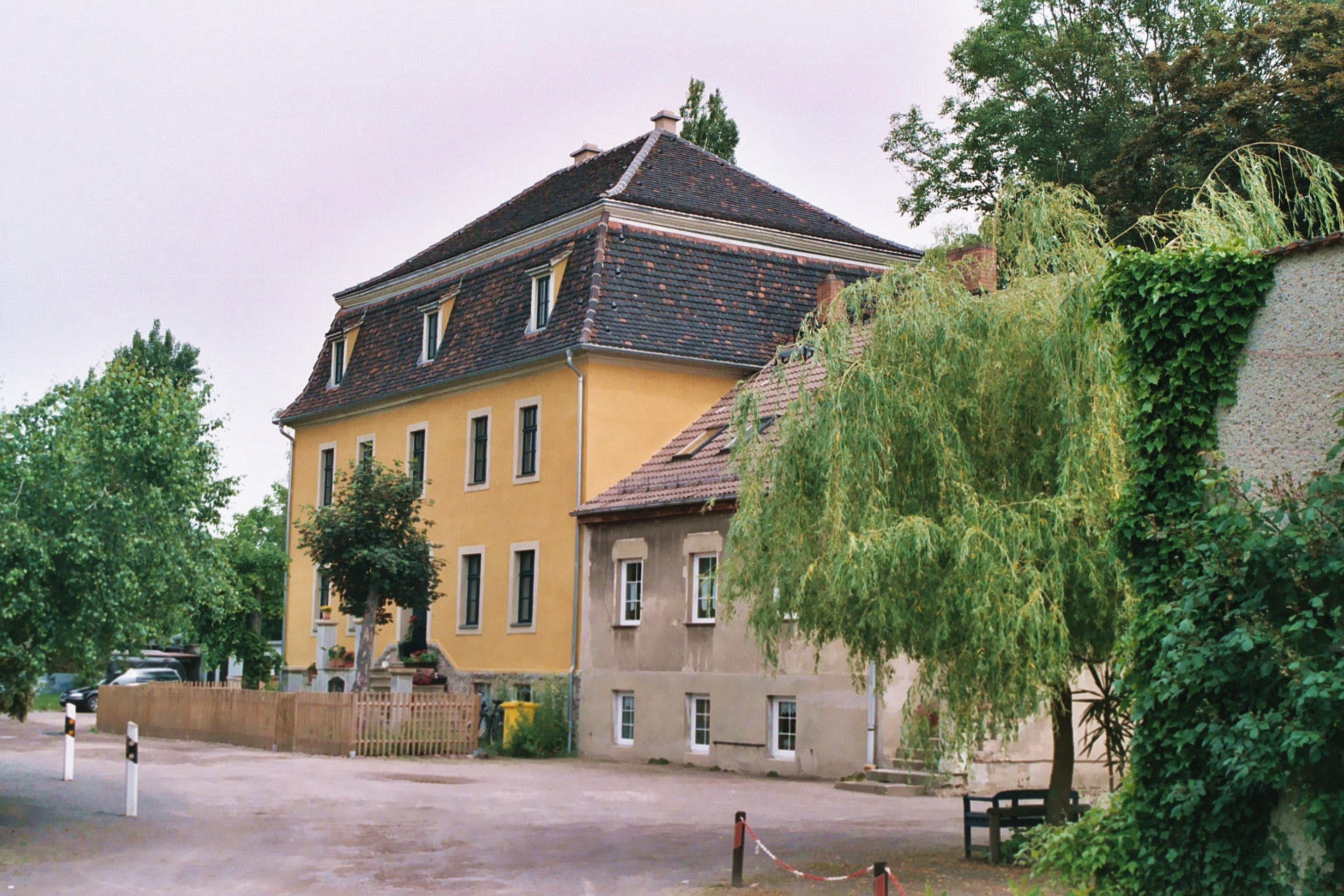
Gutshaus Niemberg, Preußen

In Hohenthurm ist heute der Von-Wuthenau-Platz östlich des Schlosses nach der Familie benannt.

## Standeserhöhung
Auf Antrag von Max von Wuthenau († 1912) unterzeichnete Kaiser Wilhelm II. am 18. Dezember 1911 das Diplom, durch das er zum Grafen von Wuthenau-Hohenthurm erhoben wurde. Die Eintragung in das Adelsbuch des Königreichs Sachsen unter Deutscher Uradel, Grafenstand, erfolgte am 31. März 1913 auf Veranlassung der Major Carl (Karl) Adam Graf von Wuthenau-Hohenthurm. Dieser war verheiratet mit Maria Antoniette Gräfin Chotek von Chotkow und Wognin, der Schwester der 1914 in Sarajewo ermordeten Herzogin von Hohenberg, der geborenen Sophie Gräfin Chotek von Chotkowa.

## Wappen

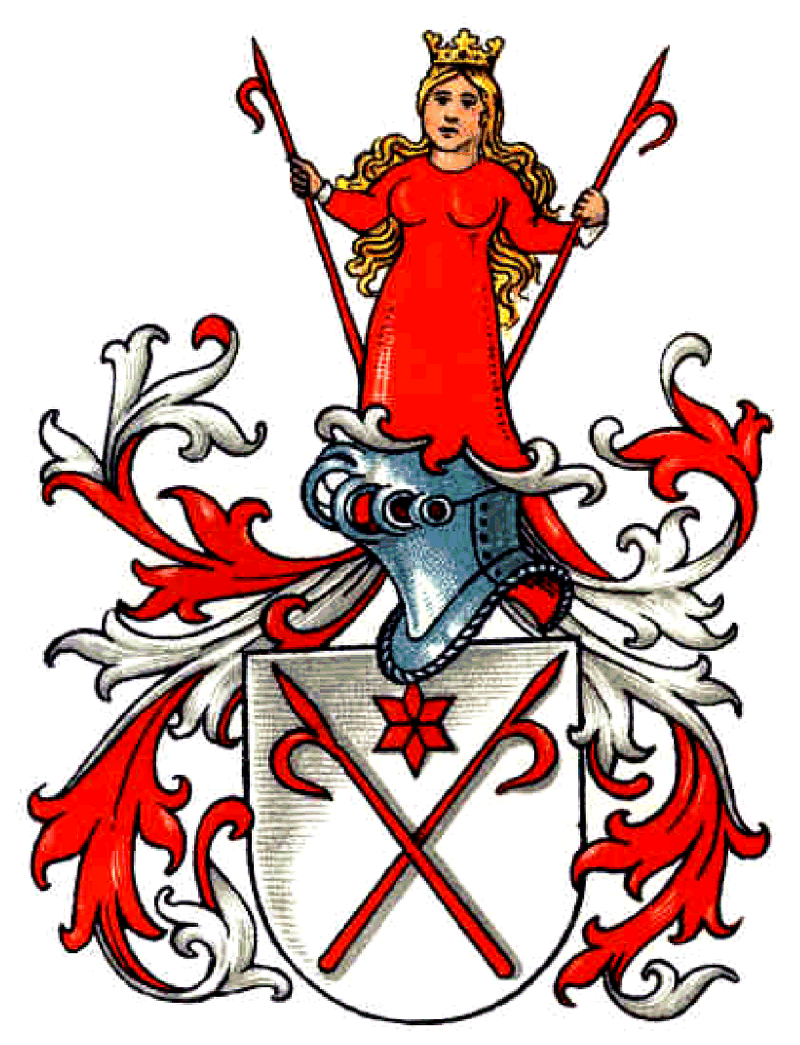
Wappen der Wuthenau
Schlesisches Wappenbuch 1901

Das Stammwappen zeigt zwei aufwärts ins Andreaskreuz gelegte rote Feuerhaken auf silbernem Schild. Als Helmzier wächst aus dem mit rot-silbernen Decken verzierten Helm eine rot gekleidete Jungfrau mit aufgelöstem Blondhaar, die in jeder Hand einen vom Boden schräg nach außen gehaltenen roten Feuerhaken hält.
Manche Wappen der Familie Wuthenau sind mit einem Stern oder gleich mit mehreren Sternen verziert. Dazu ist anzumerken, dass auf allen Siegeln vor dem 16. Jahrhundert die Wappen ohne Stern abgebildet sind. Auf die spezielle Bitte der gräflichen Linie der Familie wurde deren Wappen von Wilhelm II. in den ursprünglichen Zustand (silberner Schild, rote Feuerhaken, kein Stern) zurückgeführt.
Das von Kaiser Wilhelm II. verliehene Wappen des gräflichen Hauses besitzt einen silbernen Schild mit gekreuzten roten Feuerhaken. Die Helmzier besteht aus der Grafenkrone und drei, die Krone überhöhenden, gekrönten Turnierhelmen mit rot-weißen Decken. Aus der Krone des linken Helms wächst ein natürliches zehnendiges Geweih. Auf dem mittleren Helm befindet sich die rot bekleidete, golden gekrönte Jungfrau. Sie hält zwei Feuerhaken in ihren Händen. Auf dem rechten Helm befindet sich ein Turm mit Zinnen. Das Wappen wird rechts und links von zwei aufsteigenden Hirschen gehalten. Die Hirsche und das Hirschgeweih auf dem linken Helm weisen auf die Frau von Graf Max I. hin. Gräfin Pauline war eine geborene Gräfin von Württemberg. Der Turm deutet auf das Schloss Hohenthurm hin, das sich seit 1836 im Besitz der Familie befand.

## Persönlichkeiten

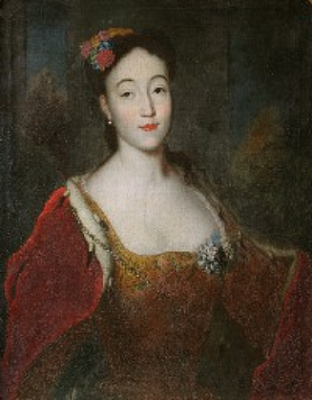
Agnes Wilhelmine von Wuthenau, nach Antoine Pesne (Schule)

- Adam Ludwig von Wuthenau (1706–1763), königlich-polnischer und kurfürstlich-sächsischer Kammerherr
- Agnes Wilhelmine von Wuthenau (1700–1725), seit 1721 Gräfin von Warmsdorf,[4] morganatische Gemahlin des Fürsten August Ludwig
- Fedor von Wuthenau (1859–1917), deutscher Rittergutsbesitzer und Hofbeamter
- Friedrich Wilhelm von Wuthenau (1722–1801), preußischer Generalmajor
- Hans Heinrich von Wuthenau (1588–1638), Mitglied der Fruchtbringenden Gesellschaft
- Heinrich von Wuthenau (1598–1652), deutscher Verwaltungsbeamter und Gelegenheitsdichter
- Heinrich Jordan von Wuthenau (1657–1727), preußischer Generalmajor
- Jochen-Hilmar von Wuthenau (1887–1965), deutscher Landrat
- Karl Ludwig von Wuthenau (1767–1821),  preußischer Generalmajor
- Karl Graf von Wuthenau (1863–1946), sächsischer Standesherr, Offizier und Gutsbesitzer
- Ludwig Adam Christian von Wuthenau (1751–1805), kurfürstlich-sächsischer Oberhofrichter in Leipzig und Obersteuereinnehmer in Dresden